# بيل هنت
بيل هنت (26 أغسطس 1908 في أستراليا - 30 ديسمبر 1983 في أستراليا) (بالإنجليزية: Bill Hunt)‏ هو لاعب كريكت أسترالي. شارك مع منتخب أستراليا الوطني للكريكت.

## وصلات خارجية
- بيل هنت على موقع إي آس بي آن كريك إنفو (الإنجليزية)